# Deutsche Gesellschaft für Fachkrankenpflege und Funktionsdienste
Die Deutsche Gesellschaft für Fachkrankenpflege und Funktionsdienste e.V. (DGF) ist ein deutscher Berufsverband für Gesundheits- und Krankenpfleger mit dem Ziel der Förderung der Fort- und Weiterbildung in der Fachkrankenpflege. Sie wurde am 26. Oktober 1974 durch die Gründungs- und spätere Ehrenvorsitzende Therese Valerius in Mainz gegründet und ist seit Anfang 1975 ein eingetragener, gemeinnütziger Verein.
Sie ist Mitglied des Deutschen Pflegerates, der European Federation of Critical Care Nursing Associations (EfCCNa) und der International Federation of Nurse Anesthetists (IFNA) und bietet eine zusätzliche Mitgliedschaft in der Deutschen Interdisziplinären Vereinigung für Intensiv- und Notfallmedizin (DIVI) an, mit der sie zusammenarbeitet.

## Geschichte und Ziele
Die Gründungsgeschichte des Vereins ist eng mit der Entwicklung der Weiterbildung zur Fachpflegekraft für Intensivpflege und Anästhesie verknüpft. Mit dem Fortschreiten der Intensivmedizin und der Anästhesiologie entstanden bei den beteiligten Ärzten Forderungen nach einer gezielten Weiterbildung für Pflegekräfte in diesen Bereichen.
Entsprechende Angebote existierten zu Beginn der 1960er Jahre bereits in skandinavischen Ländern, den Vereinigten Staaten und in der Schweiz. In Deutschland führten Kliniken in München und Freiburg und das Bundeswehrzentralkrankenhaus Koblenz die ersten Anästhesielehrgänge für Pflegende durch. Therese Valerius, Oberschwester an der Universitätsklinik Mainz, hatte sich im Ausland über derartige Lehrgänge informiert und begann mit den Anästhesieprofessoren Miklós Halmágyi und Hans Nolte 1964 in Mainz mit der Durchführung der ersten systematischen Fachweiterbildung von zwei Jahren Dauer. 1966 legten dort die ersten sieben Absolventinnen ihr Abschlussexamen ab. 1972 eröffnete sie am selben Krankenhaus unter dem Titel „Anästhesie und Intensivtherapie“ eine Weiterbildung, die den damaligen Empfehlungen der Deutschen Gesellschaft für Anästhesie und Wiederbelebung (DGAW) entsprach.
Als von Ärzteverbänden und Gewerkschaften unabhängige Interessenvertretung mit dem Ziel einer bundesweit eingeführten Fachweiterbildung wurde in der Folge 1974 die Deutsche Gesellschaft für Fachkrankenpflege gegründet. Sie war Ende der 1990er Jahre maßgeblich an der Überarbeitung der DKG-Empfehlung zur Weiterbildung von Krankenpflegepersonen in der Intensivpflege beteiligt. 2004 wurde der Vereinsname um das Wort „Funktionsdienste“ ergänzt und der Vertretungsanspruch der DGF damit erweitert. Er erstreckt sich heute auf die Fachkrankenpflege auch anderer Bereiche wie z. B. der Onkologie, der OP-Pflege und, wenn auch nicht vorrangig, der Pflege in der Psychiatrie.
Die DGF ist berufspolitisch bei Ministerien und Fachausschüssen tätig und stellt Forderungen bezüglich der Verbesserung der Arbeits- und Weiterbildungsbedingungen, der tariflichen Eingruppierung und der personellen Besetzung in der Fachkrankenpflege.

## Informationen für Mitglieder
Der Verein abonnierte anfangs für ihre Mitglieder die Zeitschrift Die Schwester, Der Pfleger und gab viermal im Jahr ein Mitteilungsblatt heraus, das später in Heftform erschien und 2001 in der Zeitschrift intensiv aufging.